# Zadni Durny Kopiniak
Zadni Durny Kopiniak (słow. Zadná pyšná veža) – turnia w górnym fragmencie Durnej Grani w słowackiej części Tatr Wysokich. Na północy graniczy z Durną Czubką, od której oddzielają go wybitne Wyżnie Durne Wrótka, natomiast na południe od Zadniego Durnego Kopiniaka położony jest Pośredni Durny Kopiniak, oddzielony płytkimi Pośrednimi Durnymi Wrótkami. Jest to najwyższa wybitna turnia w całej Durnej Grani.
Turnia jest wyłączona z ruchu turystycznego. Zachodnie stoki Zadniego Durnego Kopiniaka opadają do Spiskiego Kotła, natomiast wschodnie do Klimkowego Żlebu – dwóch odgałęzień Doliny Małej Zimnej Wody i jej górnego piętra, Doliny Pięciu Stawów Spiskich. Drogi dla taterników prowadzą na wierzchołek granią od południa lub od północy oraz z Klimkowego Żlebu i Spiskiego Kotła.
Pierwsze wejścia na Zadniego Durnego Kopiniaka miały miejsce przy okazji pierwszych przejść Durnej Grani.

## Przypisy

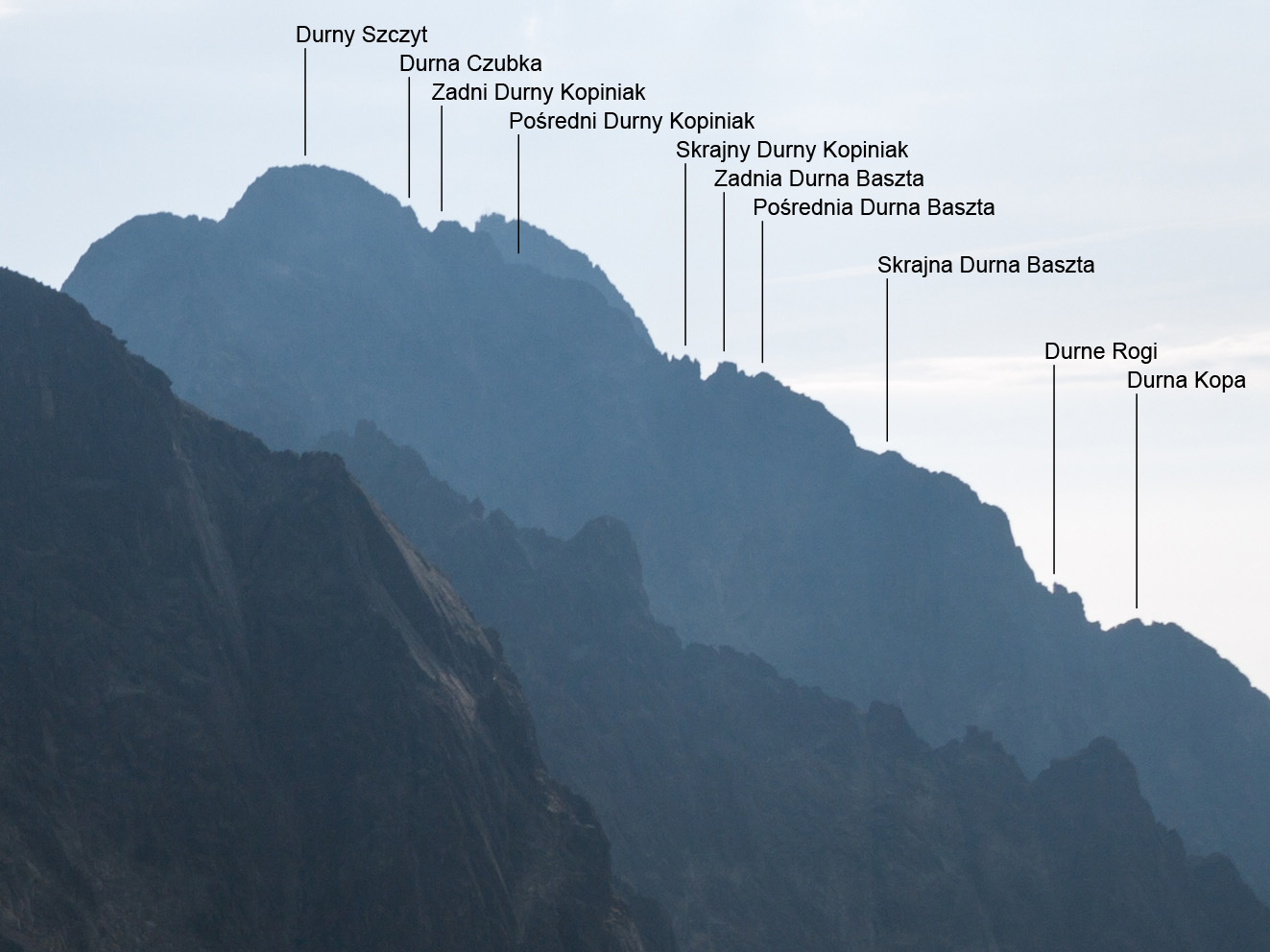
Widok na Durną Grań ze Śnieżnego Zwornika